# Rocca Busambra
Rocca Busambra (1613 m n. m.) je nejvyšší vrchol vápencového skalnatého hřebene na západě největšího italského ostrova Sicílie. Tento hřeben, který je protažen v délce zhruba 15 km od západu k východu, se nachází v jižní části území metropolitního města Palermo (někdejší provincie Palermo). Rocca Bussambra představuje samostatnou horu, přináleží však k Sicanskému pohoří (Monti Sicani), je jeho nejvyšším vrcholem a zároveň i nejvyšším vrcholem celé západní Sicílie.

## Popis

### Geomorfologická a geografická charakteristika
Skalní hřbet Rocca Busambra, který je součástí přírodní rezervace Bosco della Ficuzza, Rocca Busambra, Bosco del Cappelliere a Gorgo del Drago, se tyčí jako přirozená pevnost nad okolní krajinou. Hřeben Rocca Busambra vytváří přírodní předěl - rozvodí - mezi povodími sicilských řek Belice Sinistra a San Leonardo.

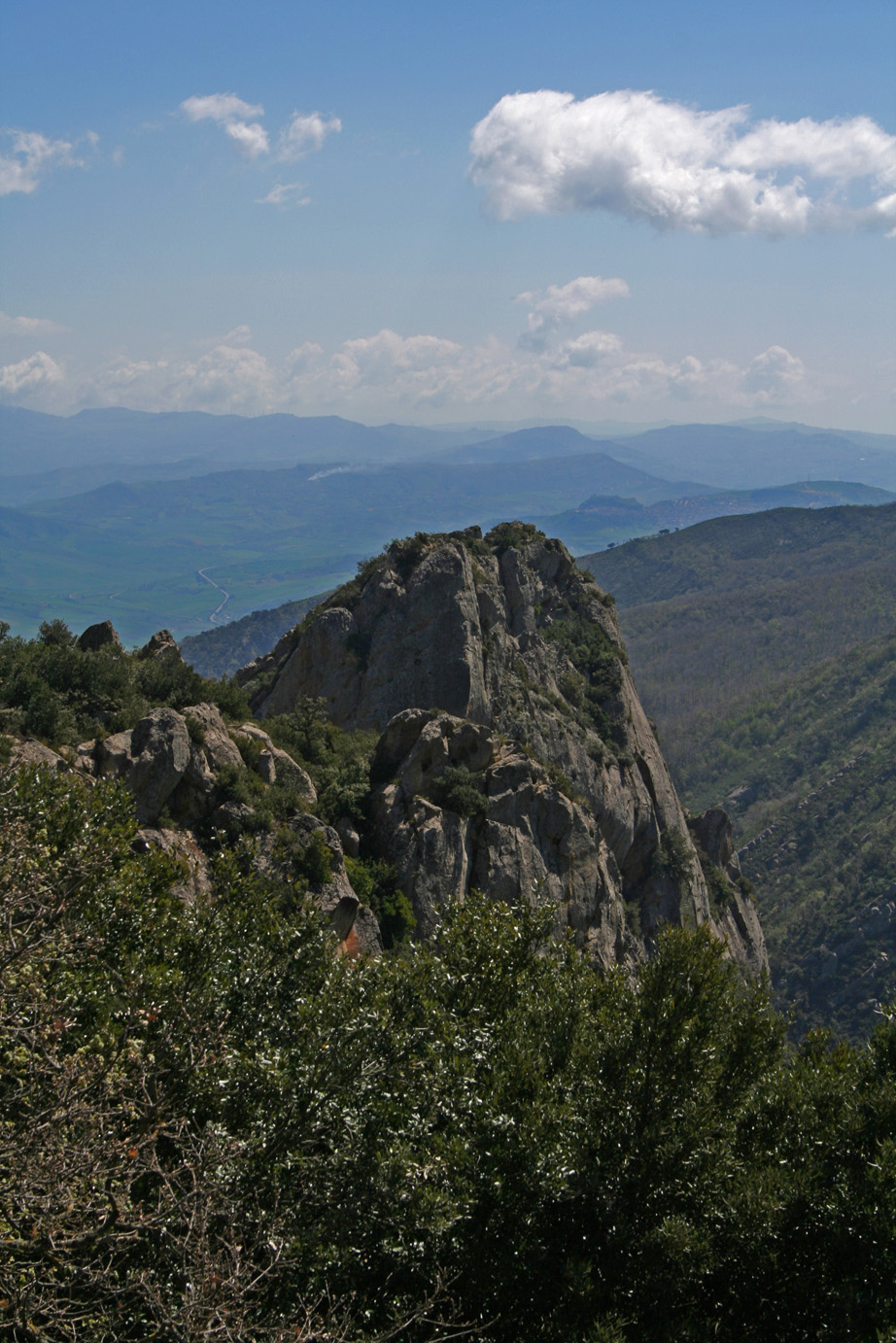
Skalní věž v masívu Roccy Busambry

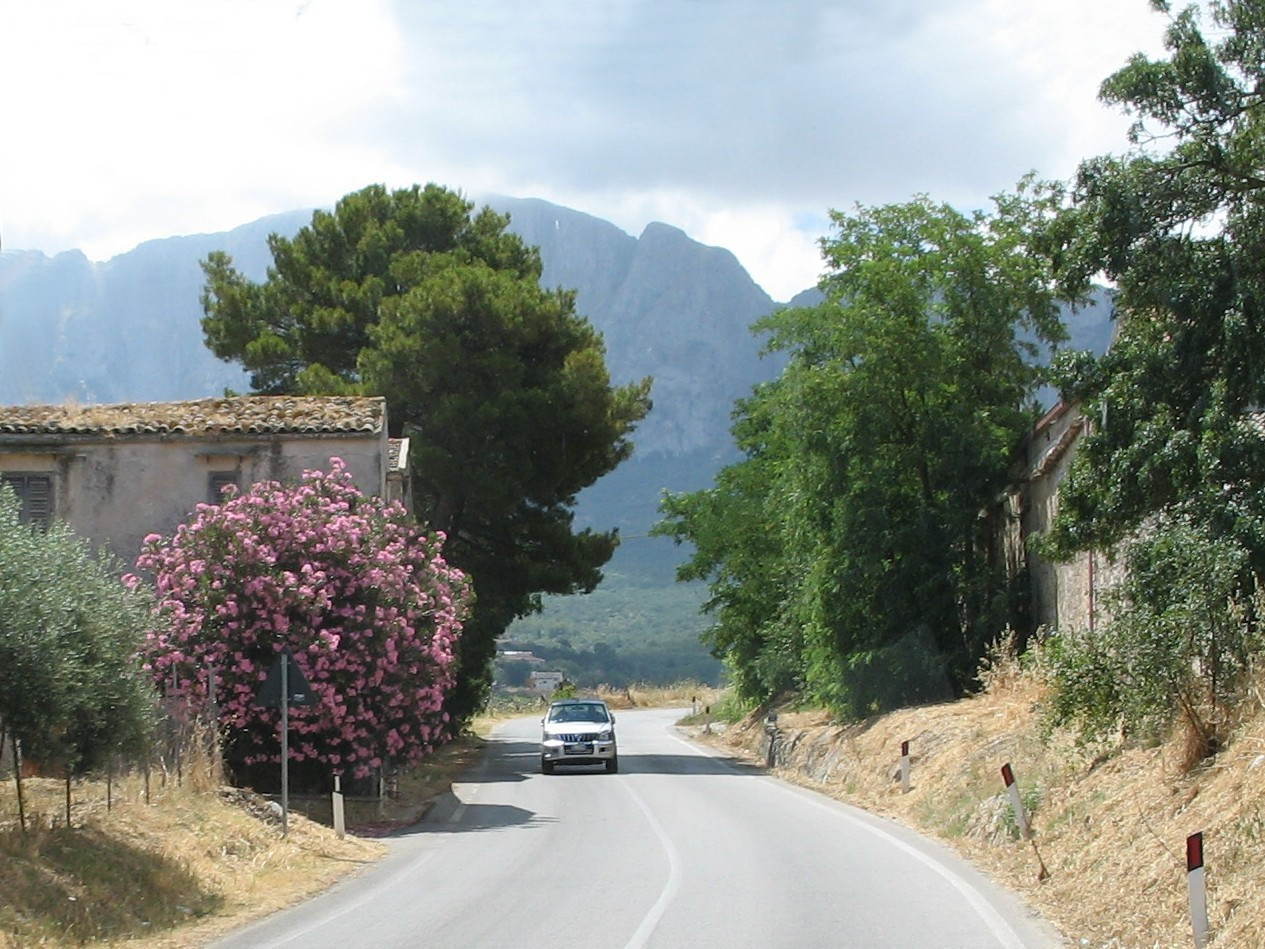
Pohled na Roccu Busambru ze silnice do Corleone poblíž Ficuzzy

Z hlediska katastrální příslušnosti se o toto území dělí města (comune) Corleone a Godrano. Jižní svahy, obrácené ke Corleone, jsou poněkud povlovnější, zatímco směrem na sever, kde leží městečko Ficuzza (jež administrativně přináleží ke Corleone) s královským palácem, jsou strmé, místy kolmé srázy, z nichž některé jsou až 350 metrů vysoké. Na svazích Roccy Busambry lze pozorovat různé krasové jevy. Druhým nejvyšším vrcholem hřebene je masívní skalní věž Rocca Ramusa (1276 m n. m.), která vytváří obtížně přístupný výběžek masívu Roccy Busambry zhruba 3,5 km směrem na západ od hlavního vrcholu. Tato skalní věž, která se původně jmenovala Pizzuoccolo, získala svůj pozdější název podle zakrslých forem dubů, rostoucích na jejím vrcholu, kterým se přezdívá ramusa. Dalšími vrchlovými body hřebene jsou například zalesněná kóta Pizzo Nero (1112 m n. m.), Pizzo Marabito (1178 m n. m.) nebo na východě Pizzo di Casa (1211 m n. m.) nedaleko města Mezzojuso. Nejzápadnějším výběžkem hřebene je Pizzo Nicolosi (937 m n. m.), na jehož severní straně se nacházejí prameny řeky Frattiny (Belice Sinistra)

### Působení mafie
Na severní straně hřebene se nachází hluboká skalní průrva Ciacca (též "sciacca") di Bifarera, do níž v minulosti příslušníci mafiánských komunit z okolních obcí shazovali těla svých obětí. Les Bosco della Ficuzza, který se rozkládá na úpatí skalních stěn a je součástí přírodní rezervace, byl původně spojován s výrazem bufarera. Toto slovo pochází ze středověké formy sicilského nářečí a označuje určitý druh fíků.

## Horolezectví
Rocca Busambra se svými skalními stěnami a členitými vrcholy patři mezi vyhledávané horolezecké lokality, na příslušných stránkách lze nalézt její charakteristiku, včetně popisu mírně vyklenuté, zhruba 600 vysoké východní stěny hlavního vrcholu. Některé horolezecké cesty v oblasti Roccy Busambry, převážně o obtížnosti 7a - 7c, vytvořili čeští lezci.

## Dostupnost
Rocca Busambra se nachází zhruba 40 kilometrů směrem na jih od sicilské metropole Palerma, odkud lze do Ficuzzy dojet autem. Mezi Ficuzzou, Palermem a Corleone existuje též pravidelné autobusové spojení. Při návštěvě lokality je třeba respektovat, že je součástí přírodní rezervace, stanování a bivakování ve volné přírodě je zakázáno.